# Saint-Romain-sur-Gironde
Saint-Romain-sur-Gironde är en kommun i departementet Charente-Maritime i regionen Nouvelle-Aquitaine i västra Frankrike. Kommunen ligger  i kantonen Cozes som ligger i arrondissementet Saintes. År 2015 hade Saint-Romain-sur-Gironde 64 invånare.

## Befolkningsutveckling
Antalet invånare i kommunen Saint-Romain-sur-Gironde
Referens:INSEE